# Neptis luculenta
Neptis luculenta är en fjärilsart som beskrevs av Hans Fruhstorfer 1907. Neptis luculenta ingår i släktet Neptis och familjen praktfjärilar. Inga underarter finns listade i Catalogue of Life.